# اورونیش
اورونیش (به مجاری: Örvényes) یک شهرداری در مجارستان است که در ناحیه بالاتون‌فورد واقع شده‌است. اورونیش ۴٫۴۶ کیلومتر مربع مساحت و ۱۵۱ نفر جمعیت دارد.